# Ramaria flavobrunnescens
Ramaria flavobrunnescens är en svampart som först beskrevs av George Francis Atkinson, och fick sitt nu gällande namn av Corner 1950. Enligt Catalogue of Life ingår Ramaria flavobrunnescens i släktet Ramaria,  och familjen Gomphaceae, men enligt Dyntaxa är tillhörigheten istället släktet Ramaria,  och familjen Ramariaceae. Arten är reproducerande i Sverige. Inga underarter finns listade i Catalogue of Life.